# Sabit Orucov
Sabit Orudschow (aserbaidschanisch Sabit Ata oğlu Orucov; russisch Саби́т Ата́евич Ору́джев; * 18. Mai 1912 in Baku, Gouvernement Baku, Russisches Kaiserreich; † 20. April 1981 in Moskau, Russische Sozialistische Föderative Sowjetrepublik, UdSSR) war ein sowjetischer Staatsmann aserbaidschanischer Abstammung, Minister für Erdöl- und Gaswirtschaft der UdSSR und korrespondierendes Mitglied der Akademie der Wissenschaften der Aserbaidschanischen SSR (heute Nationale Akademie der Wissenschaften Aserbaidschans).

## Werdegang
Orudschow wurde in eine Arbeiterfamilie in Baku hineingeboren. Nach seinem Schulabschluss war er ab 1928 für einige Jahre als Lehrer in einer kleinen Dorfschule tätig. 1936 erwarb er einen Hochschulabschluss von der Aserbaidschanischen Industrie Universität (heute Aserbaidschanische Staatliche Öl- und Industrie-Universität). Im selben Jahr begann Orudschow in der Verdichterstation des Trusts „Ordschonikidseneft“, der auf die Ölproduktion spezialisiert war, als Mechaniker zu arbeiten. Bis 1939 arbeitete er sich in nur wenigen Jahren von einem einfachen Meisterhelfer bis zum Leiter der genannten Produktionsstätte empor. Parallel wirkte er als stellvertretender Leiter der Vereinigung „Azneft“, der einige große Treuhandunternehmen wie „Stalinneft“ und „Buzovnaneft“ angehörten.
1946 wurde Orudschow von der Sowjetführung nach Krasnodar entsandt, wo er in der Vereinigung „Krasnodarfneft“ als Oberingenieur eingesetzt wurde. 1949 wechselte er ins Ministerium für Ölindustrie der UdSSR und wurde zum Verwaltungschef für Erkundung und Erschließung von Offshore-Ölfeldern ernannt. Von 1953 bis 1955 war Orudschow Direktionschef für Erdölförderung in westlichen Regionen der UdSSR, bevor er zum stellvertretenden Leiter des Ministeriums für Ölindustrie aufstieg. Zwischen 1957 und 1959 bekleidete er die Position des Vorsitzenden des Volkswirtschaftsrates sowie den stellvertretenden Vorsitzenden des Ministerrates der Aserbaidschanischen SSR.
In den Jahren 1960–1962 war Orudschow ständiger Vertreter Aserbaidschans beim Ministerrat der UdSSR.
Im Januar 1962 wurde Orudschow nach Moskau beordert und dort mit der Funktion des stellvertretenden Vorsitzenden des Staatsausschusses des sowjetischen Ministerrates für Kraftstoffindustrie betraut. Eine weitere stellvertretende Position übernahm er 1963 im Staatsplanungsgremium der UdSSR für Chemie- und Erdölindustrie.
Einen weiteren Höhepunkt seiner beruflichen Karriere erreichte Orduschow im Oktober 1965 mit der Berufung zum ersten stellvertretenden Minister für Ölindustrie der UdSSR.
Im Juni 1970 wurde Orudschow erster Stellvertreter des Ministers für Erdöl- und Gaswirtschaft der UdSSR, bevor er im September 1972 den Ministerposten zugesprochen bekam. Bis zu seinem Tod im April 1981 blieb er an der Spitze dieses Ministeriums.

## Auszeichnungen
- Drei Leninorden
- Orden der Oktoberrevolution
- Vier Orden des Roten Banners der Arbeit
- Stalinpreis der dritten Klasse (1950) – für die Entwicklung und Umsetzung eines effizienten Verfahrens für die Steigerung der Ölproduktion
- Stalinpreis der ersten Klasse (1951) – für die Entdeckung und Erschließung neuer Offshore-Ölfelder.
- Leninpreis (1970) – für Verdienste bei der Konzipierung von leistungsstarken technologischen Lösungsansätzen, die zur erhöhten Ölgewinnung in der Oblast Tjumen beitrugen.
- Held der Sozialistischen Arbeit (1980)

## Andenken
Eine der zentralen Straßen in Baku sowie eine Straße im Rajon Alexandrowsk der Oblast Tomsk sind nach Orudschow benannt worden.
In der Stadt Nowy Urengoi im Autonomen Kreis der Jamal-Nenzen wurde Orudschow zu Ehren ein Denkmal gesetzt.
In Moskau wurde an der Außenfassade des Gebäudes, in dem Orudschow wohnte, eine Gedenktafel angebracht.
In der usbekischen Stadt Chiwa trägt eine russische Schule den Namen von Orudschow.